# Doug Berndt
Douglas Brian "Doug" Berndt (* 10. September 1949 in Denver, Colorado; † 2. Februar 1995 ebenda) war ein US-amerikanischer Eiskunstläufer.
Mit seiner Partnerin Barbara Brown konnte Berndt 1970 bei den US-amerikanischen Meisterschaften den Titel im Juniorenbereich gewinnen. In den zwei folgenden Jahren wurden sie jeweils Dritte bei den Senioren. In beiden Jahren nahmen sie ebenfalls an den Eiskunstlauf-Weltmeisterschaften teil und belegten die Plätze 11 und 14. Bei den Olympischen Winterspielen 1972 in Sapporo erreichten Berndt und Brown den 12. Rang.
Zwischen 1972 und 1977 nahm Berndt an der Eisshow Holiday on Ice teil.
Nach Beendigung seiner aktiven Karriere machte Berndt einen Abschluss an der University of Colorado und arbeitete als Flugbegleiter für United Airlines.

## Ergebnisse

### Paarlauf
(mit Barbara Brown)
| Wettbewerb / Jahr                | 1970  | 1971 | 1972 |
| -------------------------------- | ----- | ---- | ---- |
| Olympische Winterspiele          |       |      | 12.  |
| Weltmeisterschaften              |       | 11.  | 14.  |
| US-amerikanische Meisterschaften | 1. J. | 3.   | 3.   |